# 필로돈토수쿠스
필로돈토수쿠스(학명:Phyllodontosuchus lufengensis)는 악어목 크로커다일과에 속하는 악어이다. 지금은 멸종된 악어로 몸길이가 75cm인 작은 악어에 속한다.

## 특징
필로돈토수쿠스는 나뭇잎과 흡사한 이빨을 가진 것이 특징인 악어이다. 조류하고도 가까운 종 중에 하나이며 중국의 안후이성에서 두개골과 턱으로 잘 알려진 종이다. 봉합사는 보이지 않아서 작은 크기에도 불구하고 다 자란 개체에서 온 것으로 추정이 되며 그것은 먼저 초기 조류 공룡을 나타내는 것으로 설명되었다. 위턱에는 측면당 17개~18개의 이빨이 있으며 턱에 있는 위치에 따라 이빨의 모양이 달랐다. 처음의 5~6개는 뾰족하고 원기적이며 뒤로 구부러진 이빨을 갖추고 있으며 그 다음에는 열두 잎 또는 스페이드 모양과 미세한 화장을 갖춘 이빨을 가지고 있다. 이들은 몇몇의 고대 악어와 대체적으로 비슷한 특징이지만 중요한 특징에서 차이점을 보이는데 예를 든다면 레소토사우루스와 같은 초기 악어가 이빨에서 볼 수가 있는 붓기와 능선이 부족했으며 잎 모양의 조류와 프로사우로포드의 이빨이 가진 작은 점의 거진 이빨이 부족했다. 디보로수쿠스. 헤스페로수쿠스, 페데티코사우루스, 스페노수쿠스와 함께 뾰족하고 구부러진 전방 치아의 유사한 분열을 가진 것이 공통된 특징이다. 먹이로는 당대에 서식했던 양치식물과 수생식물을 주로 섭식했을 초식성의 악어로 추정이 된다.

## 생존시기와 서식지와 화석의 발견
필로돈토수쿠스가 생존했던 시기는 중생대의 쥐라기로서 지금으로부터 2억년전~1억 8천만년전에 살았던 고대의 악이이다. 생존하던 시기에는 중국과 동남아시아를 중심으로 서식했으며 주로 강의 어귀에서 서식했을 것으로 추정이 되는 종이다. 화석의 발견은 2000년에 중국의 안후이성 지역의 쥐라기에 형성된 지층에서 고생물학자들에 의하여 최초로 발견이 되어 새로이 명명된 종이다.

## 같이 보기
- 악어
- 중생대
- 쥐라기
- 파충류
- 화석